# Araneus pfeifferae
Araneus pfeifferae är en spindelart som först beskrevs av Tord Tamerlan Teodor Thorell 1877.  Araneus pfeifferae ingår i släktet Araneus och familjen hjulspindlar. Inga underarter finns listade i Catalogue of Life.